# 플래피 버드
《플래피 버드》(영어: Flappy Bird)는 베트남의 게임 개발자 응우옌하동(베트남어: Nguyễn Hà Đông)이 2013년 개발한 모바일 게임이다. 2013년 5월 24일 정식으로 공개되었으나, 2014년 2월 10일 개발자의 요청으로 삭제되었다.
개발자는 자신의 게임이 몇분정도 즐길 수 있게 하는 목적이었으나 많은사람들이 몇시간씩 중독되어서 삭제를 요청했다고 한다.

## 평가
| 평가                                                                                 |        |
| ------------------------------------------------------------------------------------ | ------ |
| 통합 점수 통합사 점수 메타크리틱 52/100 [ 1 ] 평론 점수 평론사 점수 IGN 5.4/10 [ 2 ] |        |
| 통합 점수                                                                            |        |
| 통합사                                                                               | 점수   |
| 메타크리틱                                                                           | 52/100 |
| 평론 점수                                                                            |        |
| 평론사                                                                               | 점수   |
| IGN                                                                                  | 5.4/10 |